# Liste der Schiffe der United States Navy/M

## M–Ma
- USS M-1 (SS-47)
- USS M. J. Scanlon ()
- USS M. M. Davis ()
- USS M. W. Chapin ()
- USS Maartensdijk ()
- USS Macabi ()
- USS Macaw ()
- USS Macdonough (DD-9, DD-331, DD-351, DDG-39)
- USS Macedonian (1810, 1836)
- USS Machias ()
- USS Machigonne ()
- USS Mack (DE-358)
- USS MacKenzie (TB-17, DD-175, DD-614)
- USS Mackerel (SS-204, SST-1)
- USS Mackinac ()
- USS Mackinaw ()
- USS MacLeish ()
- USS Macomb ()
- USS Macon (ZRS-5, CA-132)
- USS Macona ()
- USS Mactobi ()
- USS Madawaska ()
- USS Maddox (DD-168, DD-622, DD-731)
- USS Madera ()
- USS Madera County (LST-905)
- USS Madgie ()
- USS Madison (1812, 1832, DD-425)
- USS Madokawando ()
- USS Madrono ()
- USS Magdalena ()
- USS Maggie ()
- USS Maggie Baker ()
- USS Magistrate ()
- USS Magnet (ADG-9)
- USS Magnolia ()
- USS Magoffin (LPA-199)
- USS Magothy ()
- USS Magpie ()
- USS Mahackemo ()
- USS Mahan (DD-102, DD-364, DDG-42, DDG-72)
- USS Mahanna ()
- USS Mahaska (1861, YN-36/YNT-4/YTB-730/YTM-730)
- USS Mahlon S. Tisdale (FFG-27)
- USS Mahnomen County (LST-)
- USS Mahoa ()
- USS Mahogany ()
- USS Mahonese ()
- USS Mahoning ()
- USS Mahoning County (LST-914)
- USS Mahopac (1863, AT-29, ATA-196)
- USS Mail ()
- USS Maine (ACR-1, BB-10, BB-69, SSBN-741)
- USS Mainstay ()
- USS Maj. Bernard F. Fisher (AK-4396)
- USS Maj. Stephen W. Pless (AK-3007)
- USS Majaba ()
- USS Majestic ()
- USS Major (DE-796)
- USS Major Wheeler ()
- USS Makah ()
- USS Makassar Strait (CVE-91)
- USS Makin Island (CVE-93, LHD-8)
- USS Malabar (AF-37)
- USS Malanao ()
- USS Malang ()
- USS Malay ()
- USS Malek Adhel ()
- USS Mallard ()
- USS Malone ()
- USS Maloy (DE-791)
- USS Malvern ()
- USS Mamo ()
- USS Manada ()
- USS Manasquan ()
- USS Manatee ()
- USS Manayunk (1864, AN-81)
- USS Manchester (CL-83, LCS-14)
- USS Manchineel ()
- USS Manchuria (ID-1633)
- USS Manderson Victory ()
- USS Mandeville ()
- USS Mango ()
- USS Mangrove ()
- USS Manhasset ()
- USS Manhattan (1863, Cutter No. 30, YTB-779)
- USS Manila ()
- USS Manila Bay (CVE-61)
- USS Manileno ()
- USS Manistee ()
- USS Manito II ()
- USS Manitou ()
- USS Manitowoc (LST-1180)
- USS Manley (TB-23, DD-74/APD-1, DD-940)
- USS Manlove ()
- USS Manna Hata ()
- USS Manners ()
- USS Mannert L. Abele (DD-733)
- USS Manning ()
- USS Manokin ()
- USS Manomet ()
- USS Mansfield (DD-728)
- USS Manta ()
- USS Manteo ()
- USS Manuwai ()
- USS Manville ()
- USS Manzanita ()
- USS Mapiro (SS-376)
- USS Maple ()
- USS Maquinna ()
- USS Maquoketa ()
- USS Marabout ()
- USS Maratanza ()
- USS Marathon (PG-89)
- USS Marblehead (1861, C-11, CL-12)
- USS Marcasite ()
- USS Marcellus ()
- USS Marchand (DE-249)
- USS Marcia ()
- USS Marcus (DD-321)
- USS Marcus Island (CVE-77)
- USS Marengo ()
- USS Margaret ()
- USS Margaret and Jessie ()
- USS Margaret and Rebecca ()
- USS Margaret Anderson ()
- USS Margaret Scott ()
- USS Margin ()
- USS Margo ()
- USS Marguerite ()
- USS Maria ()
- USS Maria A. Wood ()
- USS Maria Denning ()
- USS Maria J. Carlton ()
- USS Maria Theresa ()
- USS Mariana ()
- USS Mariano G. Vallejo (SSBN-658)
- USS Marias (AO-57)
- USS Marica ()
- USS Maricopa ()
- USS Maricopa County (LST-988)
- USS Marie ()
- USS Marietta (ANL-82)
- USS Marigold ()
- USS Marija ()
- USS Marin ()
- USS Marine Adder ()
- USS Marine Carp ()
- USS Marine Fiddler (AK-267)
- USS Marine Lynx (T-AP-194)
- USS Marine Phoenix (T-AP-195)
- USS Marine Serpent ()
- USS Mariner ()
- USS Marinette ()
- USS Marinette County (LST-953)
- USS Marion (1839)
- USS Marion County (LST-975)
- USS Mariveles ()
- USS Marjorie M. ()
- USS Mark (AKL-12)
- USS Markab (AR-23)
- USS Marl ()
- USS Marlboro ()
- USS Marlin ()
- USS Marmora ()
- USS Marne ()
- USS Marnell ()
- USS Marold ()
- USS Marpessa ()
- USS Marquette ()
- USS Mars (AFS-1)
- USS Marsh (DE-699)
- USS Marshall (DD-676)
- USS Marshfield (AK-282)
- USS Marta ()
- USS Martha Washington ()
- USS Martha’s Vineyard ()
- USS Martin ()
- USS Martin H. Ray ()
- USS Martinez ()
- USS Marts ()
- USS Marvel ()
- USS Marvin H. McIntyre ()
- USS Marvin Shields (FF-1066)
- USS Mary ()
- USS Mary Alice ()
- USS Mary and Betty ()
- USS Mary Ann ()
- USS Mary B. Garner ()
- USS Mary Frances ()
- USS Mary Linda ()
- USS Mary Louise ()
- USS Mary M ()
- USS Mary Pope ()
- USS Mary Sanford ()
- USS Mary Sears (AGS-65)
- USS Maryland (1799, ACR-8, BB-46, SSBN-738)
- USS Marysville ()
- USS Masbate ()
- USS Mascoma ()
- USS Mascoutah ()
- USS Mason (DD-191, DE-529, DDG-87)
- USS Mason L. Weems ()
- USS Massachusetts (1791, 1845, 1860, 1869, BB-2, BB-54, BB-59)
- USS Massasoit ()
- USS Massey (DD-778)
- USS Mastic ()
- USS Mataco (ATF-86)
- USS Matagorda ()
- USS Matanikau (CVE-101)
- USS Matanzas ()
- USS Matar ()
- USS Matchless ()
- USS Mathews ()
- USS Matinicus ()
- USS Matsonia ()
- USS Mattabesett (1864)
- USS Mattabesset (AOG-52)
- USS Mattaponi ()
- USS Matthew Vassar ()
- USS Mattole ()
- USS Matunak ()
- USS Mauban ()
- USS Maud ()
- USS Maui ()
- USS Maumee (AOT-149)
- USS Mauna Kea (AE-22)
- USS Mauna Loa (AE-8)
- USS Maurice J. Manuel ()
- USS Maurice River ()
- USS Maury (DD-100, DD-401, AGS-16, AGS-39)
- USS Mauvila ()
- USS Mawkaw ()
- USS May ()
- USS Mayfield ()
- USS Mayfield Victory ()
- USS Mayflower (1866, PY-1, 1897)
- USS Maynard ()
- USS Mayo (DD-422)
- USS Mayrant (DD-31, DD-402)
- USS Maysie ()
- USS Mazama ()
- USS Mazapeta ()

## Mc–Me
- USS McAnn ()
- USS McCaffery (DD-860)
- USS McCall (DD-28, DD-400)
- USS McCalla (DD-253, DD-488)
- USS McCampbell (DDG-85)
- USS McCandless (FFT-1084)
- USS McCawley (DD-276, AP-10)
- USS McClelland (DE-750)
- USS McCloy (FF-1038)
- USS McClure ()
- USS McClusky (FFG-41)
- USS McConnell (DE-163)
- USS McCook (DD-252, DD-496)
- USS McCord (DD-534)
- USS McCormick (DD-223)
- USS McCoy Reynolds ()
- USS McCracken ()
- USS McCulloch ()
- USS McDermut (DD-262, DD-677)
- USS McDougal (DD-54, DD-358)
- USS McDougall (SP-3717)
- USS McFarland (DD-237/AVD-14)
- USS McFaul (DDG-74)
- USS McGinty ()
- USS McGowan (DD-678)
- USS McInerney (FFG-8)
- USS McKean (APD-5, DD-784)
- USS McKee (DD-575, AS-41)
- USS McKeever Bros. (SP-683)
- USS McLanahan (DD-264, DD-615)
- USS McLane ()
- USS McLennan ()
- USS McMinnville ()
- USS McMorris (DE-1036)
- USS McNair (DD-679)
- USS McNulty (DE-581)
- USS Me-Too ()
- USS Meade (DD-274, DD-602)
- USS Meadowlark (MSC-196)
- USS Measure ()
- USS Mechanic ()
- USS Mecklenburg ()
- USS Mecosta ()
- USS Medea ()
- USS Media ()
- USS Mediator ()
- USS Medina ()
- USS Medregal (SS-480)
- USS Medrick ()
- USS Medusa (1869, AR-1)
- USS Meeker County (LST-980)
- USS Megara (ARVA-6)
- USS Megrez ()
- USS Mellena ()
- USS Mellette (APA-156)
- USS Melucta ()
- USS Melville (AD-2, AGOR-14
- USS Melvin (DD-680)
- USS Melvin R. Nawman (DE-416)
- USS Memorable ()
- USS Memphis (1849, 1862, CL-13, T-AO-162, SSN-691)
- USS Menard ()
- USS Menasha ()
- USS Menatonon ()
- USS Mender (ARSD-2)
- USS Mendocino ()
- USS Mendonca (AKR-303)
- USS Mendota ()
- USS Menelaus ()
- USS Menemsha ()
- USS Menewa ()
- USS Menges ()
- USS Menhaden (SS-377)
- USS Menifee ()
- USS Menkar ()
- USS Menominee ()
- USS Menoquet ()
- USS Mentor ()
- USS Merak ()
- USS Merapi ()
- USS Merauke ()
- USS Mercedes ()
- USS Mercedita (1861)
- USS Mercer ()
- USS Merchant ()
- USS Mercurius ()
- USS Mercury ()
- USS Mercy (AH-4, AH-8, T-AH-19)
- USS Meredith (DD-890)
- USS Meredosia ()
- USS Merganser ()
- USS Merit ()
- USS Merito ()
- USS Meriwether ()
- USS Mero (SS-378)
- USS Merrick (LKA-97)
- USS Merrill (DE-392, DD-976)
- USS Merrimac (1864, 1898)
- USS Merrimack (1798, 1855, AO-37, AO-179)
- USS Mertz (DD-691)
- USS Mervine (DD-322, DD-489)
- USS Mesa Verde (LPD-19)
- USS Messenger ()
- USS Metacom ()
- USS Metacomet (1863)
- USS Metcalf (DD-595)
- USS Metea ()
- USS Meteor (AKR-9)
- USS Metha Nelson (IX-74)
- USS Method ()
- USS Metinic ()
- USS Metivier ()
- USS Metomkin ()
- USS Metropolis ()
- USS Mettawee ()
- USS Metuchen ()
- USS Mexican ()
- USS Mexico ()
- USS Meyer (DD-279)
- USS Meyerkord (FF-1058)

## Mi
- USS Miami (1861, CL-89, SSN-755)
- USS Miantonomah (CMc-5, ACM-13)
- USS Miantonomoh (1863, BM-5)
- USS Michael Monsoor (DDG-1001)
- USS Michael Murphy (DDG-112)
- USS Michelson (AGS-23)
- USS Michigame ()
- USS Michigan (1843, BB-27, SSBN-727)
- USS Micka ()
- USS Midas (ARB-5)
- USS Middlesex ()
- USS Middlesex County (LST-983)
- USS Midge ()
- USS Midland ()
- USS Midnight ()
- USS Midway (AG-41, CVE-63, CV-41)
- USS Mifflin ()
- USS Migadan ()
- USS Might ()
- USS Mignonette ()
- USS Migrant ()
- USS Mikanopy ()
- USS Mikawe ()
- USS Milan ()
- USS Milford ()
- USS Milius (DDG-69)
- USS Millard County (LST-)
- USS Milledgeville ()
- USS Miller (DD-535, FF-1091)
- USS Millicoma (AOT-73)
- USS Mills (DER-383)
- USS Milton Lewis ()
- USS Milwaukee (1864, C-21, CL-5, AOR-2)
- USS Mimac ()
- USS Mimosa ()
- USS Minah ()
- USS Mindanao ()
- USS Minden ()
- USS Mindoro (1899, YAG-15, CVE-120)
- USS Mineral County (LST-)
- USS Minerva ()
- USS Mingo (1859, SS-261)
- USS Mingoe (1863)
- USS Minidoka ()
- USS Minivet ()
- USS Mink ()
- USS Minneapolis (C-13, CA-36)
- USS Minneapolis-Saint Paul (SSN-708)
- USS Minnehaha ()
- USS Minnemac II (SP202)
- USS Minneopa ()
- USS Minnesota (1855, BB-22, SSN-783)
- USS Minnesotan ()
- USS Minnetonka ()
- USS Minniska ()
- USS Minooka ()
- USS Minorca ()
- USS Minos ()
- USS Minotaur (ARL-15)
- USS Mintaka ()
- USS Mira ()
- USS Miramar ()
- USS Mirfak (AK-271)
- USS Mirna ()
- USS Mirth ()
- USS Mishawaka ()
- USS Mispillion (AO-105)
- USS Miss Anne II ()
- USS Miss Betsy ()
- USS Miss Toledo ()
- USS Mission Bay (CVE-59)
- USS Mission Buenaventura (AO-111, AOT-1012)
- USS Mission Capistrano (AOT-5005)
- USS Mission Carmel ()
- USS Mission De Pala ()
- USS Mission Dolores ()
- USS Mission Loreto ()
- USS Mission Los Angeles ()
- USS Mission Purisma (AO-118)
- USS Mission San Antonio ()
- USS Mission San Carlos ()
- USS Mission San Diego ()
- USS Mission San Fernando ()
- USS Mission San Francisco ()
- USS Mission San Gabriel ()
- USS Mission San Juan ()
- USS Mission San Jose (AO-125)
- USS Mission San Luis Obispo ()
- USS Mission San Luis Rey ()
- USS Mission San Miguel ()
- USS Mission San Raphael ()
- USS Mission Santa Ana ()
- USS Mission Santa Barbara ()
- USS Mission Santa Clara (AO-132)
- USS Mission Santa Cruz ()
- USS Mission Santa Ynez (AOT-134)
- USS Mission Solano ()
- USS Mission Soledad ()
- USS Mississinewa (AO-59, AO-144)
- USS Mississippi (1841, BB-23, BB-41, CGN-40, AG-128, SSN-782)
- USS Missoula (CA-13, APA-211)
- USS Missouri (1841, 1863, BB-11, BB-63, SSN-780)
- USS Mist ()
- USS Mistletoe ()
- USS Mitchell (DE-43)
- USS Mitscher (DD-927, DDG-57)
- USS Mizar (AGOR-11)
- USS Mizpah ()

## Mo
- USS Moale (DD-693)
- USS Moana Wave (AGOR-22)
- USS Moanahonga ()
- USS Moberly (PF-63)
- USS Mobile (ID-4030, CL-63, LKA-115)
- USS Mobile Bay (CG-53)
- USS Mobjack ()
- USS Moccasin (SS-5)
- USS Mockingbird (MSCO-27)
- USS Moctobi (ATF-105)
- USS Modoc (1865, YT-16, WPG-46)
- USS Moffett (DD-362)
- USS Mohave ()
- USS Mohawk (1814, 1853, YT-17/YTL-17, T-ATF-170)
- USS Mohican ()
- USS Mohongo ()
- USS Moinester (FF-1097)
- USS Molala (ATF-106)
- USS Moldegaard ()
- USS Momo ()
- USS Momsen (DDG-92)
- USS Mona II ()
- USS Mona Island (ARG-9)
- USS Monadnock (1864, BM-3, ACM-10)
- USS Monaghan (DD-32, DD-354)
- USS Monarch ()
- USS Mongolia (ID-1615)
- USS Monhegan ()
- USS Monitor (1862, LSV-5)
- USS Monmouth County (LST-1032)
- USS Monocacy (1864, PG-20/PR-2)
- USS Monomoy ()
- USS Monongahela (AO-42, AO-178)
- USS Monroe County (LST-1038)
- USS Monrovia ()
- USS Monsoon (PC-4)
- USS Monssen (DD-436, DD-798)
- USS Montague ()
- USS Montana (ACR-13, BB-51, BB-67, SSN-794)
- USS Montanan ()
- USS Montauk (1862)
- USS Montcalm ()
- USS Montclair ()
- USS Monterey (1863, BM-6, CVL-26, CG-61)
- USS Montezuma (1798, 1861, YTB-145)
- USS Montgomery (1776, 1813, 1861, C-9, DD-121)
- USS Montgomery County (LST-1041)
- USS Monticello (1859, AP-61, LSD-35)
- USS Montoso ()
- USS Montour (APA-101)
- USS Montpelier (CL-57, SSN-765)
- USS Montrose ()
- USS Moodna ()
- USS Moody (DD-277)
- USS Moonstone ()
- USS Moore (DE-240)
- USS Moorsom ()
- USS Moosbrugger (DD-980)
- USS Moose ()
- USS Moosehead (SP-2047, IX-98)
- USS Moratoc ()
- USS Moray (SS-300)
- USS Moreno ()
- USS Morgan County (LST-1048)
- USS Morning Light ()
- USS Morrill ()
- USS Morris (1778, 1779, 1846 (I), 1846 (II), TB-14, DD-271, DD-417, PC-1179)
- USS Morrison (DD-560)
- USS Morristown ()
- USS Morse ()
- USS Morton (DD-948)
- USS Mosholu ()
- USS Mosley (DE-321)
- USS Mosopelea (ATF-158)
- USS Mosquito ()
- USS Mosser Bay ()
- USS Motive ()
- USS Mound City ()
- USS Mounsey ()
- USS Mount Baker (AE-34)
- USS Mount Hood (AE-11, AE-29)
- USS Mount Katmai (AE-16)
- USS Mount McKinley (LCC-7)
- USS Mount Olympus ()
- USS Mount Shasta ()
- USS Mount Vernon (1859, 1906, AP-22, LSD-39)
- USS Mount Washington (AOT-5076)
- USS Mount Whitney (LCC-20)
- USS Mountrail (LPA-213)

## Mu–My
- USS Mugford (DD-105, DD-389)
- USS Muir (DE-770)
- USS Muir Woods (AO-139)
- USS Mulberry (ANL-27)
- USS Muliphen (LKA-61)
- USS Mullany (DD-325, DD-528)
- USS Mullinnix (DD-944)
- USS Munaires (1918)
- USS Munalbro (1916)
- USS Munargo (AP-20)
- USS Munda (CVE-104)
- USS Mundelta (1914)
- USS Munindies (1917)
- USS Munising (PC-1228)
- USS Munplace (1916)
- USS Munrio (1916)
- USS Munsee (ATF-107)
- USS Munsomo (1916)
- USS Munvood (1914)
- USS Murphy (DD-603)
- USS Murray (SP-1438, DD-97, DD-576)
- USS Murrelet (AM-372)
- USS Murzim (AK-95)
- USS Musadora (1864)
- USS Muscatine (1917, AK-197)
- USS Muscle Shoals (AGM-19)
- USS Muscotah (YT-33)
- USS Music (SP-1288)
- USS Muskallunge (SS-262)
- USS Muskeget (YAG-9)
- USS Muskegon (PF-24, YTB-763)
- USS Muskingum (AK-198)
- USS Muskogee (PF-49)
- USS Mustang (SP-36, IX-155)
- USS Mustin (DD-413, DDG-89)
- USS Myers (APD-105)
- USS Myles C. Fox (DD-829)
- USS Myrmidon (ARL-16)
- USS Myrtle (1862, 1872, SP-3289, WAGL-263)
- USS Mystery (SP-428, SP-2744)